# جوائز إم بي سي للدراما
جوائز إم بي سي للدراما (هانغل: MBC 연기대상؛ الحروف الرومانية للغة القومية: MBC Yeon-gi Daesang) هو حفل للتوزيع الجوائز الفنية يعقد سنويا في ديسمبر في سول بكوريا الجنوبية من طرف شركة منهوا للإذاعة والتلفزيون الكورية والمعروفة اختصارا إم بي سي لكل صناع الدراما الكورية عن مجمل الإنجازات البارزة التي بثت على شبكتها. وعلى عكس منافسيها من القنوات أمثال كي بي إس وإس بي إس، فإنها «الجائزة الكبرى» للقناة، ومنذ عام 2014 يتم تحديدها من خلال تصويت المشاهدين، وليس من قبل النقاد المحترفين وهو ما أدى إلى انتقادات واسعة.
‌

## روابط خارجية
- جوائز دراما إم بي سي على موقع IMDb (الإنجليزية)